# Barbarano Vicentino
Barbarano Vicentino település Olaszországban, Veneto régióban, Vicenza megyében. Lakosainak száma 4613 fő (2018. január 1.).

## Népesség
A település népességének változása:

| 2017 | 4 617 |
| 2018 | 4 613 |